# Jackson Pollock

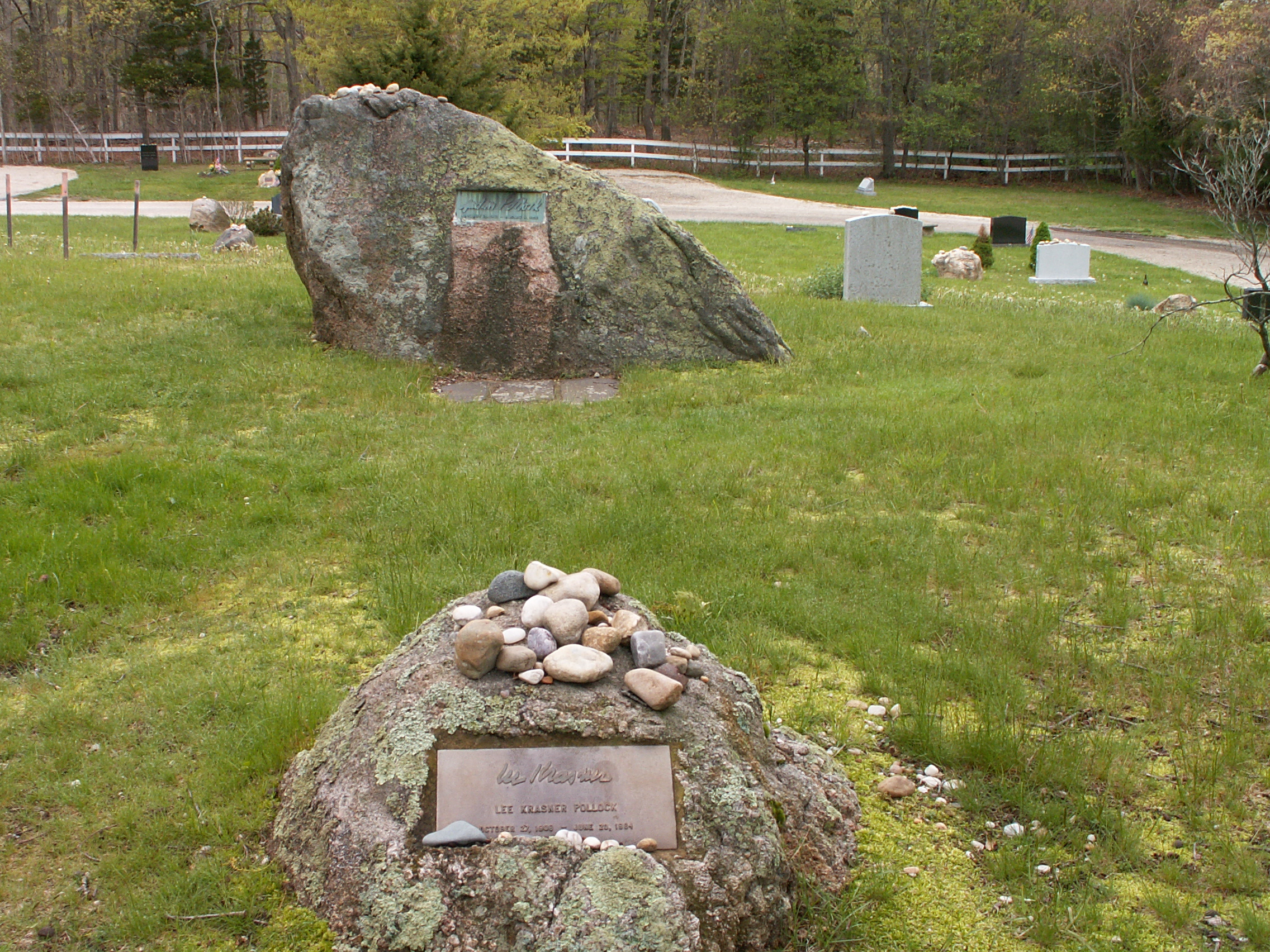
Tomba de Jackson Pollock al Green River Cemetery d'Springs

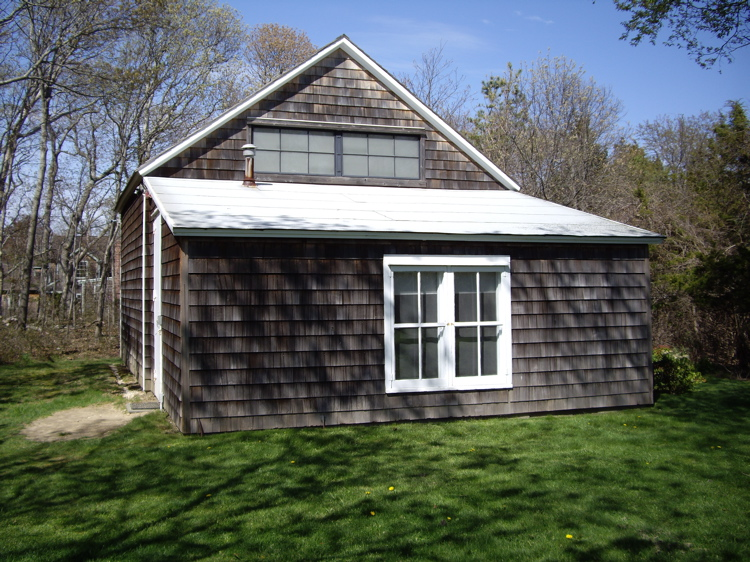
Estudi creatiu de Pollock a Springs, estat de Nova York

Paul Jackson Pollock (Cody, 28 de gener de 1912 - Springs, 11 d'agost de 1956) fou un artista estatunidenc, referent en el moviment de l'expressionisme abstracte i la pintura d'acció. Considerat un dels pintors més importants dels Estats Units al segle xx.

## Biografia

### Primers anys (1912-1936)
Paul Jackson Pollock va néixer a Cody, Wyoming, el 28 de gener de 1912, el més jove de cinc germans. Els seus pares, Stella May (de soltera McClure) i LeRoy Pollock, van néixer i van créixer a Tingley, Iowa, i es van educar a Tingley High School. La mare de Pollock està enterrada al cementiri de Tingley, al comtat de Ringgold, Iowa. El seu pare havia nascut amb el cognom McCoy, però va agafar el cognom dels seus pares adoptius. Stella i LeRoy Pollock eren presbiterians; eren d'ascendència irlandesa i escocesa-irlandesa, respectivament. LeRoy Pollock va ser agricultor i més tard aparellador de terres per al govern, que es va traslladar a diferents llocs de treball. Stella, orgullosa de l'herència de la seva família com a teixidores, va confeccionar i vendre vestits quan era adolescent. El novembre de 1912, Stella va portar els seus fills a San Diego; Jackson tenia només 10 mesos i mai tornaria a Cody. Posteriorment va créixer a Arizona i Chico, Califòrnia.

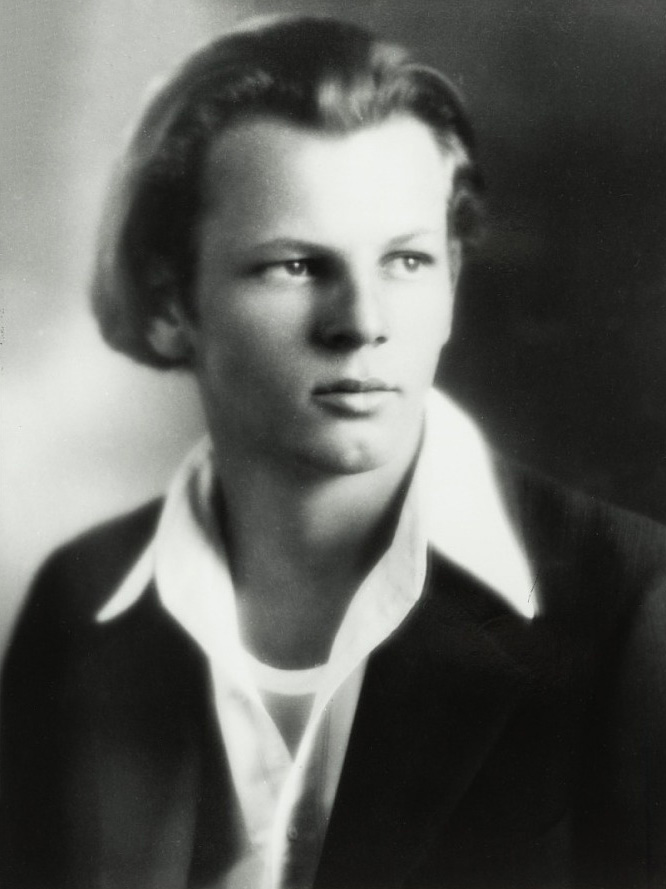
Pollock el 1928

Mentre vivia al barri de Vermont Square de Los Angeles, es va matricular a la Manual Arts High School, de la qual va ser expulsat. Ja havia estat expulsat l'any 1928 d'un altre institut. Durant els seus primers anys de vida, Pollock va explorar la cultura nativa americana mentre feia enquestes amb el seu pare. També va estar molt influenciat pels muralistes mexicans, en particular José Clemente Orozco, el fresc del qual Prometeu anomenaria més tard la pintura més gran d'Amèrica del Nord.
El 1930, seguint el seu germà gran Charles Pollock, es va traslladar a la ciutat de Nova York, on tots dos van estudiar amb Thomas Hart Benton a l'Art Students League. La temàtica rural estatunidenca de Benton va tenir poca influència en l'obra de Pollock, però el seu ús rítmic de la pintura i la seva ferotge independència van ser més duradors. A principis de la dècada del 1930, Pollock va passar un estiu de gira per l'oest dels Estats Units juntament amb Glen Rounds, un company d'estudis d'art, i Benton, el seu professor.

### Carrera (1936-1954)
Pollock va ser introduït a l'ús de la pintura líquida el 1936 en un taller experimental a la ciutat de Nova York pel muralista mexicà David Alfaro Siqueiros. A l'estiu, va anar al Dartmouth College per estudiar el mural de 3.200 peus quadrats de José Clemente Orozco, The Epic of American Civilization. Més tard va utilitzar l'abocament de pintura com una de les diverses tècniques en llenços de principis dels anys quaranta, com ara Mascle i femella i Composició amb abocament I. Després de traslladar-se a Springs, Nova York, va començar a pintar amb els seus llenços disposats al terra de l'estudi i va desenvolupar el que més tard es va anomenar la seva tècnica de degoteig.

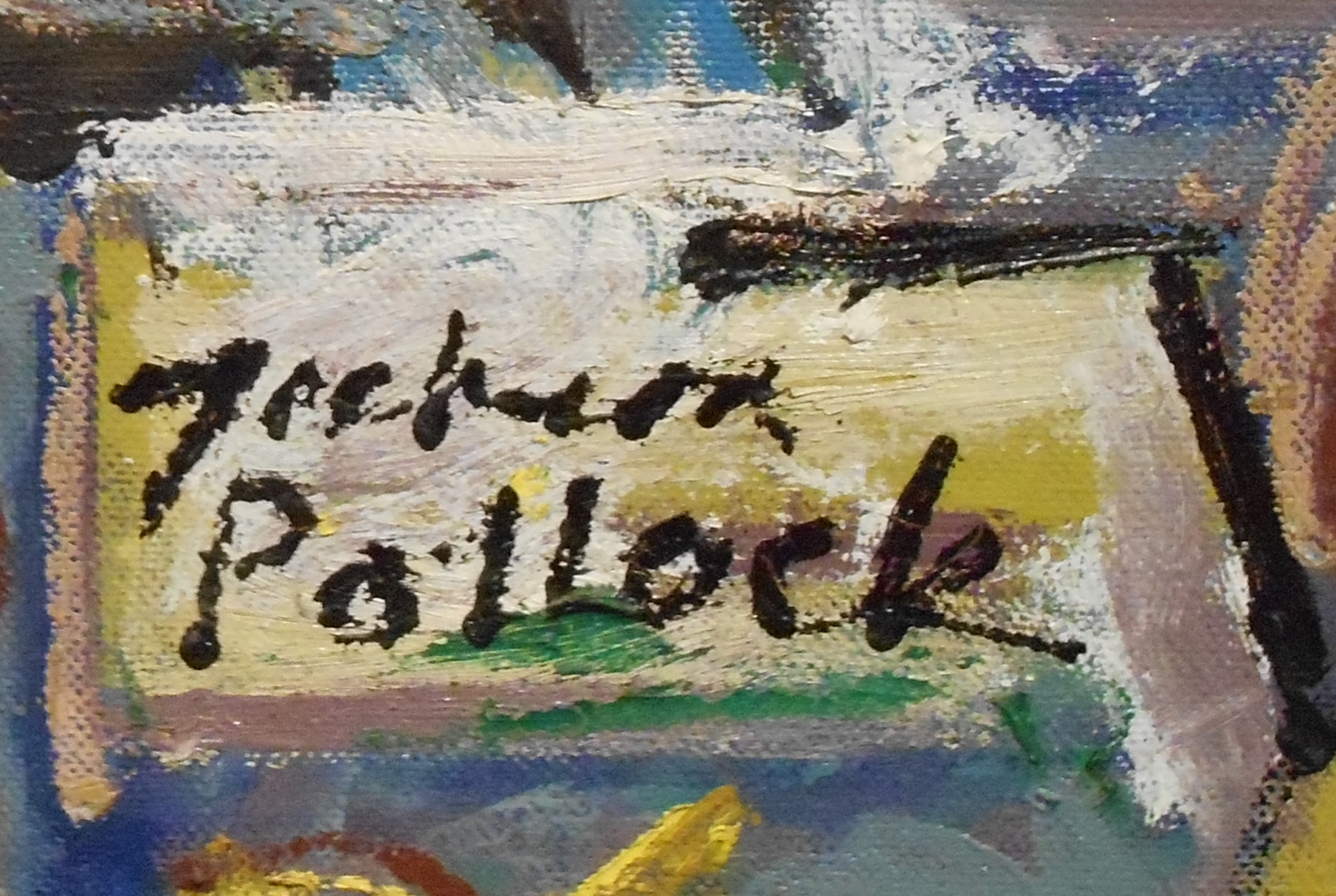
Signatura de Jackson Pollock a Pasiphaë (1943; Museu Metropolitan d'Art)

De 1938 a 1942 Pollock va treballar per al Projecte d'Art Federal de la WPA. Durant aquest temps Pollock estava intentant fer front al seu alcoholisme establert; del 1938 al 1941 es va sotmetre a psicoteràpia junguiana amb el doctor Joseph L. Henderson i més tard amb la doctora Violet Staub de Laszlo el 1941-1942. Henderson el va implicar a través del seu art, animant Pollock a fer dibuixos. Els conceptes i arquetips jungians es van expressar en les seves pintures. Alguns psiquiatres han plantejat la hipòtesi que Pollock podria haver tingut un trastorn bipolar. Pollock va signar un contracte de galeria amb Peggy Guggenheim el juliol de 1943. Va rebre l'encàrrec de crear el Mural de 20 m (1943) per a l'entrada a la seva nova casa adossada. A proposta del seu amic i conseller Marcel Duchamp, Pollock va pintar l'obra sobre tela, en comptes de la paret, perquè fos portàtil. Després de veure el gran mural, el crític d'art Clement Greenberg va escriure: «Li vaig donar una ullada i vaig pensar: "Ara és un gran art", i sabia que Jackson era el pintor més gran que havia produït aquest país». El catàleg que presenta la seva primera exposició descriu el talent de Pollock com volcànic. Té foc. És impredictible. És indisciplinat. S'aboca en una prodigalitat mineral, encara no cristal·litzada.

### Període de degoteig
Pollock es va distanciar de l'art figuratiu i va desenvolupar tècniques com el splashing o el dripping, consistents a llançar pintura sobre la tela o deixar-la degotar al seu damunt (action painting), sense utilitzar dibuixos ni esbossos. A causa d'aquesta forma de pintar, Pollock va ser anomenat Jack the Dripper (joc de paraules amb Jack the Ripper o Jack l'Esbudellador, i Dripper o 'degotador', i que podríem traduir com 'Jack el Degotador').
Les pintures més famoses de Pollock es van fer durant el període de degoteig entre 1947 i 1950. Tanmateix, quan s'investiga l'impacte que altres artistes han tingut en Pollock i les seves pintures de degoteig, el temps que Pollock va passar treballant i estudiant al Taller Experimental amb David Alfaro Siqueiros l'any 1936 poques vegades s'investiga o es reconeix. Segons Robert Storr, «no hi ha cap altra experiència en la seva vida professional que sigui igual a la dècada que va passar aprenent i observant els muralistes mexicans moderns...», sobretot quan es compara aquest període de formació informal amb la seva educació formal amb Thomas Hart Benton, que, tot i que va ser fonamental per als seus inicis, va ser de curta durada. A més, quan se li va preguntar específicament sobre com va ser el degoteig, Pollock va desautoritzar la seva associació amb Siquieros en diverses ocasions i va fer declaracions contradictòries. Per exemple, l'any 1947, Pollock suggereix que va pintar els seus llenços a terra perquè va presenciar que l'artista navajo del Museu d'Història Natural de Nova York ho feia l'any 1941 (cinc anys després de veure-ho fer-ho en Siqueiros el 1936), i poc després va suggerir que pintés els seus llenços a terra perquè l'Oriental ho feia. Finalment, Pollock es va fer famós per les seves pintures degoteig, i el 8 d'agost de 1949, en una difusió de quatre pàgines a la revista Life, se li va preguntar: «És el pintor viu més gran dels Estats Units?». Gràcies a la mediació d’Alfonso Ossorio, amic íntim de Pollock, i de l'historiador de l'art Michel Tapié, el jove galerista Paul Facchetti, a partir del 7 de març de 1952, va aconseguir realitzar la primera exposició d'obres de Pollock de 1948 a 1951 al seu Estudi Paul Facchetti a París i a Europa. En el punt àlgid de la seva fama, Pollock va abandonar bruscament l'estil de degoteig. Les pintures de degoteig de Pollock van ser influenciades per l'artista Janet Sobel; el crític d'art Clement Greenberg informarà més tard que Pollock li va admetre que l'obra de Sobel l'havia impressionat.
L'obra de Pollock després de 1951 era de color més fosc, incloent-hi una col·lecció pintada en negre sobre llenços sense imprimar. Aquestes pintures s'han anomenat els seus Black pourings i quan les va exposar a la Betty Parsons Gallery de Nova York, cap d'elles es va vendre. Parsons més tard en va vendre un a un amic a la meitat del preu. Aquestes obres mostren Pollock intentant trobar un equilibri entre l'abstracció i les representacions de la figura.
Més tard va tornar a utilitzar el color i va continuar amb elements figuratius. Durant aquest període, Pollock s'havia traslladat a la Sidney Janis Gallery, una galeria més comercial; la demanda de la seva obra per part dels col·leccionistes era gran. En resposta a aquesta pressió, juntament amb la frustració personal, el seu alcoholisme es va aprofundir.

### Relació amb Lee Krasner
Pollock i Lee Krasner es van conèixer mentre tots dos exposaven a la McMillen Gallery el 1942. Krasner no estava familiaritzat, però encara estava intrigat amb l'obra de Pollock i va anar al seu apartament, sense anunciar-se, per conèixer-lo després de l'exposició de la galeria. L'octubre de 1945, Pollock i Krasner es van casar en una església amb dos testimonis presents per a l'esdeveniment. Al novembre, es van traslladar fora de la ciutat a la zona de Springs d’East Hampton, a la riba sud de Long Island. Amb l'ajuda d'un préstec de Peggy Guggenheim, van comprar una casa i un graner amb estructura de fusta al 830 Springs Fireplace Road. Pollock va convertir el graner en un estudi. En aquell espai va perfeccionar la seva tècnica del degoteig de treballar la pintura, amb la qual s'identificaria permanentment. Quan la parella es va trobar lliure de la feina, els va agradar passar el temps junts cuinant i cuinant al forn, treballant a la casa i al jardí i entretenint els amics.

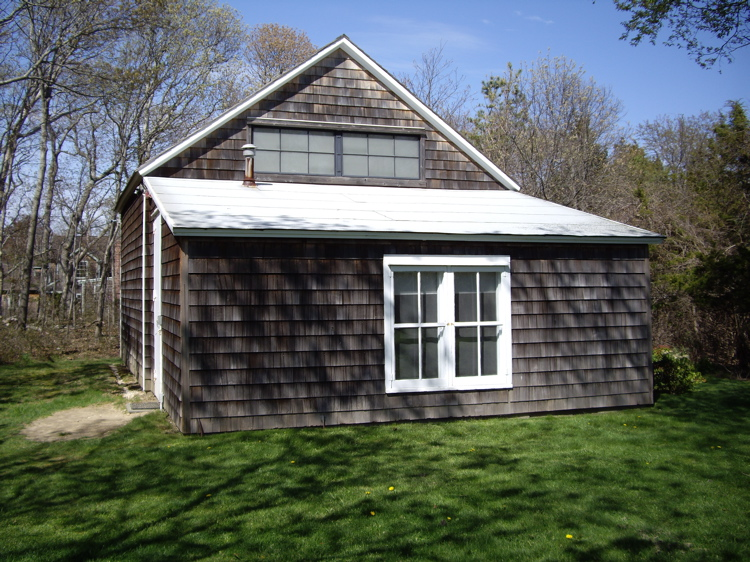
L'estudi de Pollock a Springs, Nova York

La influència de Krasner en l'art del seu marit va ser una cosa que els crítics van començar a revalorar a la segona meitat de la dècada del 1960 a causa de l'auge del feminisme en aquell moment. L'ampli coneixement i la formació de Krasner en art i tècniques modernes la van ajudar a posar Pollock al dia de què hauria de ser l'art contemporani. Sovint es considera que Krasner va educar al seu marit en els principis de la pintura modernista. Aleshores, Pollock va poder canviar el seu estil per adaptar-lo a un gènere d'art modern més organitzat i cosmopolita, i Krasner es va convertir en l'únic jutge en el qual podia confiar. Al començament del matrimoni dels dos artistes, Pollock confiaria en les opinions dels seus companys sobre què funcionava o no a les seves peces. Krasner també va ser l'encarregat de presentar-lo a molts col·leccionistes, crítics i artistes, inclòs Herbert Matter, que ajudaria a millorar la seva carrera com a artista emergent. El marxant d'art John Bernard Myers va dir una vegada que «mai no hi hauria hagut un Jackson Pollock sense un Lee Pollock», mentre que el seu també pintor Fritz Bultman es va referir a Pollock com la «creació de Krasner, el seu Frankenstein», tots dos homes reconeixent la immensa influència que Krasner va tenir en la carrera de Pollock.
La influència de Jackson Pollock en l'obra d'art de la seva dona és sovint discutida pels historiadors de l'art. Molta gent va pensar que Krasner va començar a reproduir i reinterpretar les caòtiques esquitxades de pintura del seu marit en el seu mateix treball. Hi ha uns quants relats en què Krasner pretenia utilitzar la seva pròpia intuïció com a forma d'avançar cap a la tècnica Jo sóc la natura de Pollock per reproduir la natura en el seu art.

## Anys posteriors i mort (1955-1956)

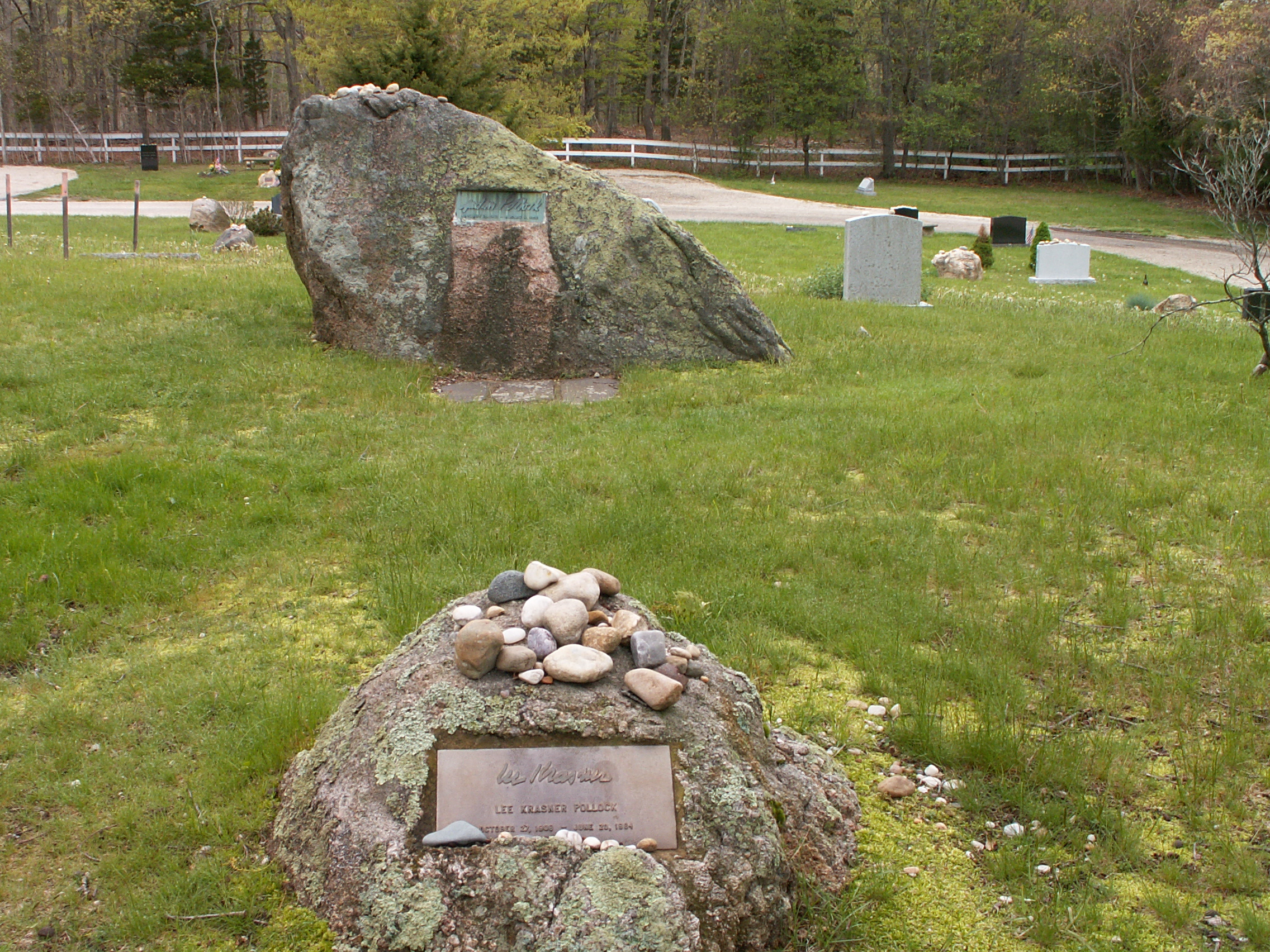
La tomba de Jackson Pollock a la part posterior amb la de Lee Krasner al davant al cementiri de Green River

El 1955, Pollock va pintar Scent and Search, els seus dos últims quadres. El 1956 no va pintar gens, però estava fent escultures a casa de Tony Smith: construccions de filferro, gasa i guix. Formades per fosa de sorra, tenen superfícies molt texturades similars a les que Pollock va crear sovint a les seves pintures.
La relació de Pollock i Krasner va començar a enfonsar-se el 1956, a causa de l'alcoholisme i la infidelitat continuats de Pollock amb una altra artista, Ruth Kligman. L'11 d'agost de 1956, a les 10:15 pm, Pollock va morir en un accident d'un sol cotxe al seu descapotable Oldsmobile mentre conduïa sota els efectes de l'alcohol. Aleshores, Krasner estava visitant amics a Europa; va tornar sobtadament en saber la notícia d'un amic. Una de les passatgeres, Edith Metzger, també va morir en l'accident, que es va produir a menys d'una milla de la casa de Pollock. L'altra passatgera, Ruth Kligman, va sobreviure. El desembre de 1956, quatre mesos després de la seva mort, Pollock va rebre una exposició retrospectiva commemorativa al Museu d'Art Modern (MoMA) de la ciutat de Nova York. El 1967 s'hi va fer una exposició més gran i més completa de la seva obra. El 1998 i el 1999, el seu treball va ser homenatjat amb exposicions retrospectives a gran escala al MoMA i a la Tate de Londres.
Durant la resta de la seva vida, la seva vídua Lee Krasner va gestionar la seva propietat i es va assegurar que la reputació de Pollock es mantingués forta malgrat les tendències canviants del món de l'art. La parella està enterrada al cementiri de Green River a Springs amb una gran pedra que marca la seva tomba i una de més petita que marca la seva.
Va ser l'objecte dels documentals Jackson Pollock (1987) i Jackson Pollock - Love & Death on Long Island (Jackson Pollock - Amor i Mort a Long Island) (1999) així com el biopic Pollock protagonitzat i dirigit per Ed Harris.
Un anterior documental de 10 minuts Jackson Pollock (1951) va ser dirigit per Hans Namuth i tenia música de Morton Feldman.

## Obra
Va tenir una forta influència dels muralistes mexicans, l'art de Picasso i l'automatisme surrealista, cosa que el va dur a iniciar una pintura molt expressiva i gestual amb un rerefons expressionista, fins a arribar a la pura abstracció mitjançant el mètode del dripping. Joan Miró va afirmar que en la seva obra havia trobat «la llibertat que va poder prendre el pintor i fins on podia anar, molt més enllà dels seus límits. D'alguna manera, la nova pintura nord-americana em va alliberar».
La seva pintura més famosa Jackson Pollock #5, de 1948, té el rècord de subhasta en vendre's per 140 milions de dòlars, que li va treure el lloc a la pintura de Gustav Klimt Retrat d'Adele Bloch-Bauer I, venuda per 135 milions de dòlars.

### Obres rellevants
- (1942) Male and Female (Museu d'Art de Filadèlfia)[28]
- (1942) Stenographic Figure (Museu d'Art Modern de Nova York)[29]
- (1943) Mural[30]
- (1943) Moon-Woman Cuts the Circle[31]
- (1943) The She-Wolf (Museu d'Art Modern de Nova York)[32]
- (1943) Blue (Moby Dick) (Museu d'Art Ohara)[33]
- (1945) Troubled Queen (Museu de Belels Arts de Boston)
- (1946) Eyes in the Heat (Col·lecció Peggy Guggenheim, Venècia)[34]
- (1946) The Key (Institut d'Art de Chicago)[35]
- (1946) The Tea Cup (Col·lecció Frieder Burda)[36]
- (1946) Shimmering Substance, de The Sounds In The Grass[37]
- (1947) Full Fathom Five (Museu d'Art Modern de Nova York)[38]
- (1947) Cathedral[39]
- (1947) Enchanted Forest (Col·lecció Peggy Guggenheim)
- (1948) Painting
- (1948) Number 5 (Col·lecció David Martínez)
- (1948) Number 8
- (1948) Summertime: Number 9A (Tate Modern)[40]
- (1949) Number 3
- (1949) Number 10 (Museu de Belles Arts de Boston)
- (1950) Number 1, 1950 (Lavender Mist) (National Gallery of Art)[41]
- (1950) Autumn Rhythm (Number 30), 1950 (Metropolitan Museum of Art)
- (1950) Number 29, 1950 (Galeria Nacional del Canada)[42]
- (1950) One: Number 31, 1950 (Museu d'Art Modern de Nova York)[43]
- (1950) No. 32
- (1951) Number 7 (National Gallery of Art)
- (1952) Convergence (Buffalo AKG Art Museum)[44]
- (1952) Blue Poles: No. 11, 1952 (Galeria Nacional d'Austràlia)
- (1953) Portrait and a Dream[45]
- (1953) Easter and the Totem[46]
- (1953) Ocean Greyness[47]
- (1953) The Deep